# (672) Astarté
(672) Astarté es un asteroide perteneciente al cinturón de asteroides descubierto el 21 de septiembre de 1908 por August Kopff desde el observatorio de Heidelberg-Königstuhl, Alemania.
Está nombrado por Astarté, diosa fenicia del amor y la fertilidad.